# Fernando Niño de Guevara
Fernando Niño de Guevara (Toledo, 1541 - Sevilha, 8 de janeiro de 1609) foi um cardeal espanhol, inquisidor geral da Espanha e arcebispo de Sevilha.

## Biografia
Filho do marquês de Tajares Dom Rodrigo Niño, estudou direito em Alcalá de Henares, de onde foi a Cuenca como Arcediano de Moya na catedral, onde tirou o doutorado in utroque iure em direito canônico e civil. Em 1570 foi oidor em Valladolid e em 1580, passou ao Conselho de Castela e depois, recebeu a presidência da chancelaria de Granada, a convite do rei Filipe II de Espanha.

## Cardinalato
Foi criado cardeal no consistório de 5 de junho de 1596 pelo Papa Clemente VIII, recebendo o barrete cardinalício e o título de Cardeal-presbítero de São Brás do Anel em 21 de abril de 1597. Em 8 de janeiro de 1599, mudou de título, para São Martinho nos Montes. Permaneceu morando em Roma até 1599.

## Episcopado
Em 3 de dezembro de 1599, é nomeado Inquisidor geral da Espanha e celebrou um auto geral em Toledo e foi testemunha da assinatura do tratado de paz com a França. Foi consagrado arcebispo-titular de Philippi em 10 de outubro de 1599, pelo Papa Clemente VIII e tendo como co-consagrantes os cardeais Camillo Borghese e Alfonso Visconti.
Não há praticamente acontecimentos marcantes, com exceção de um litígio com o jesuítas sobre se Clemente VIII era verdadeiro vigário de Jesus Cristo, em que o Papa proíbe estas discussões, além de instruir o rei Filipe III que destituiu a Niño de Guevara.
Durante seu mandado foram queimados 240 hereges, além de 96 em estátua. Outros 1628 indivíduos foram encontrados culpados e submetidos a penas menores.
Foi feito arcebispo metropolita de Sevilha em 30 de abril de 1601. Durante seu mandato, encarregou um informe sobre as confrarias penitentes, que segundo seu entender, careciam da espiritualidade necessária e praticavam comportamentos irreverentes, incompatíveis com seu caráter religioso.
Segue os passos de Rodrigo de Castro Osorio e organiza outro sínodo em 1604 no que legisla as irmandades e estabelece uma organização clerical de caráter pastoral. Provavelmente devido ao espírito severo dessa legislação, essa reforma não teria muita aceitação, mesmo assim assentou as bases para a reflexão sobre o espírito em que se celebrava a Semana Santa.
Procedeu à autenticação das relíquias das Santas Justa e Rufina em 1602.
Faleceu em 8 de janeiro de 1609, sendo primeiramente sepultado abaixo do altar-mor da Casa Professa dos Jesuítas em Sevilha e, depois, transladado para o Convento das Monjas de San Pablo, em Toledo.

## Conclaves
- Conclave de março de 1605 - não participou da eleição do Papa Leão XI.
- Conclave de maio de 1605 - não participou da eleição do Papa Paulo V